# 視線の先の欲望 -9:15P.M.-
『視線の先の欲望 -9:15P.M.-』（原題：Lower Level）は、1991年公開のアメリカのエロティック・スリラー映画。
脚本をHillary BlackとW.K. Border、Michael Leahy、ジョエル・ソワソンが担当し、クリスティン・ピーターソンが監督を務めた。
恋愛がうまくいかない女性建築家が、自分の妄想を日記に記録していく。知らず知らずのうちにストーカーに狙われるようになっていた彼女だったが、いつの間にかそのプライベートな日記をストーカーに読まれてしまう。ストーカーは、彼女を拉致し、その恋人を殺そうとする。

## あらすじ
建築家のヒラリー・ホワイトは、気の利かないヤッピーの恋人クレイグに苛立ちを募らせる一方で、心奪われるような白馬の騎士が現れることを夢見て、Figueroa Plazaのオフィスに隠してある日記にその夢を書き綴っている。
ある夜、ヒラリーと訪ねてきたクレイグの二人は退社時に、ヒラリーに異常な執着を見せる警備員サムの策略で駐車場から出られなくなる。サムは、自分の計画を知らず知らずのうちに脅かしていたビジネスウーマンを殺害してしまうほどヒラリーに執着していた。ヒラリーに気づかれないようにクレイグをエレベーターシャフトに転落させたサムは、エレベーターを再稼働させ、気まずそうにヒラリーに言い寄ろうとする。しかし、彼女はサムが自分の日記を読んでいたことを知り、激怒してその場を逃げ出した。そうしているうちに、彼女が先ほど鳴らしていた火災報知器を調べに来た2人の作業員が、狂気の様相を見せるサムによって彼女の目の前で射殺されてしまう。ヒラリーを捕らえたサムは、彼女を秘密のラウンジに閉じ込め、2人の作業員の遺体を隠そうとするが、その際にクレイグがまだ生きていて、彼女を探していることに気づく。
サムはクレイグに罠を仕掛け、動けなくするが、弾切れで殺すことができず、ヒラリーの元へ戻ることにする。戻ってきたサムを誘惑し始めた彼女は、彼の気を引いてガラスの破片で彼の背中を刺し、ラウンジから逃げるチャンスを得る。クレイグと再会し、二人は倉庫のトンネルを通って閉ざされたビルから脱出しようとするが、封鎖されていることに気づき、否応なくサムを撃退するために、エレベーターから逆さ吊りにする罠に誘い込もうとする。
ヒラリーが見つけ出した建設機械でオフィスタワーの正面玄関を突破を図ろうとしている間にサムは解放され、彼女がビルから出れば負傷したクレイグを見つけて殺すと放送し、屋上で会うように迫る。約束の場所で、憂鬱な様相を呈するサムは彼女と自分に手錠をかけ、屋上から飛び降りて二人で死のうと脅迫する。そこにクレイグが現れ、彼女を抱きかかえると、彼女のために死ねると愛を語る。このとき、サムはクレイグが純粋に彼女を想っていること、そして自分にはヒラリーを勝ち取る価値がないことをようやく悟る。観念したサムは自分とヒラリーの手錠を外し、屋上から飛び降り、死を選ぶ。

## キャスト
- Sam L. Browning - デヴィッド・ブラッドリー（英語版）
- ヒラリー・ホワイト - エリザベス・グレイセン（英語版）
- Craig Fulson - Jeff Yagher
- Dawn Simms - Shari Shattuck
- ドワイト - David H. Sterry
- Street Person - Luis Contreras
- J.R. Merdrew - Eric Fleeks
- Ansel Spears - David Ross Wolfe

## 評価
『The Phantom of the Movies' Videoscope: The Ultimate Guide to the Latest, Greatest, and Weirdest Genre Videos』の著者であるジョー・ケインは、この映画を「劣化版『ダイ・ハード』」と呼び、2.5点と評価している。TV Guideは、『Lower Level』を1/4と評価し、「艶やかで」、サスペンスを構築するためのサウンドの使い方に優れていたものの、最終的には、ひどく水増しされたプロットと「物語が早期にまたは論理的に終わるのを妨げる馬鹿のように振る舞うキャスト」の両方によって台無しにされていると述べている。エンパイア誌は、この「楽しめるように工夫された」映画を2/5と評価し、効果的なサスペンスシーンを賞賛する一方で、カリスマ性のない主役が「映画そのものが持つ潜在能力が発揮される」のを妨げていると批判している。